# King's College, Cambridge

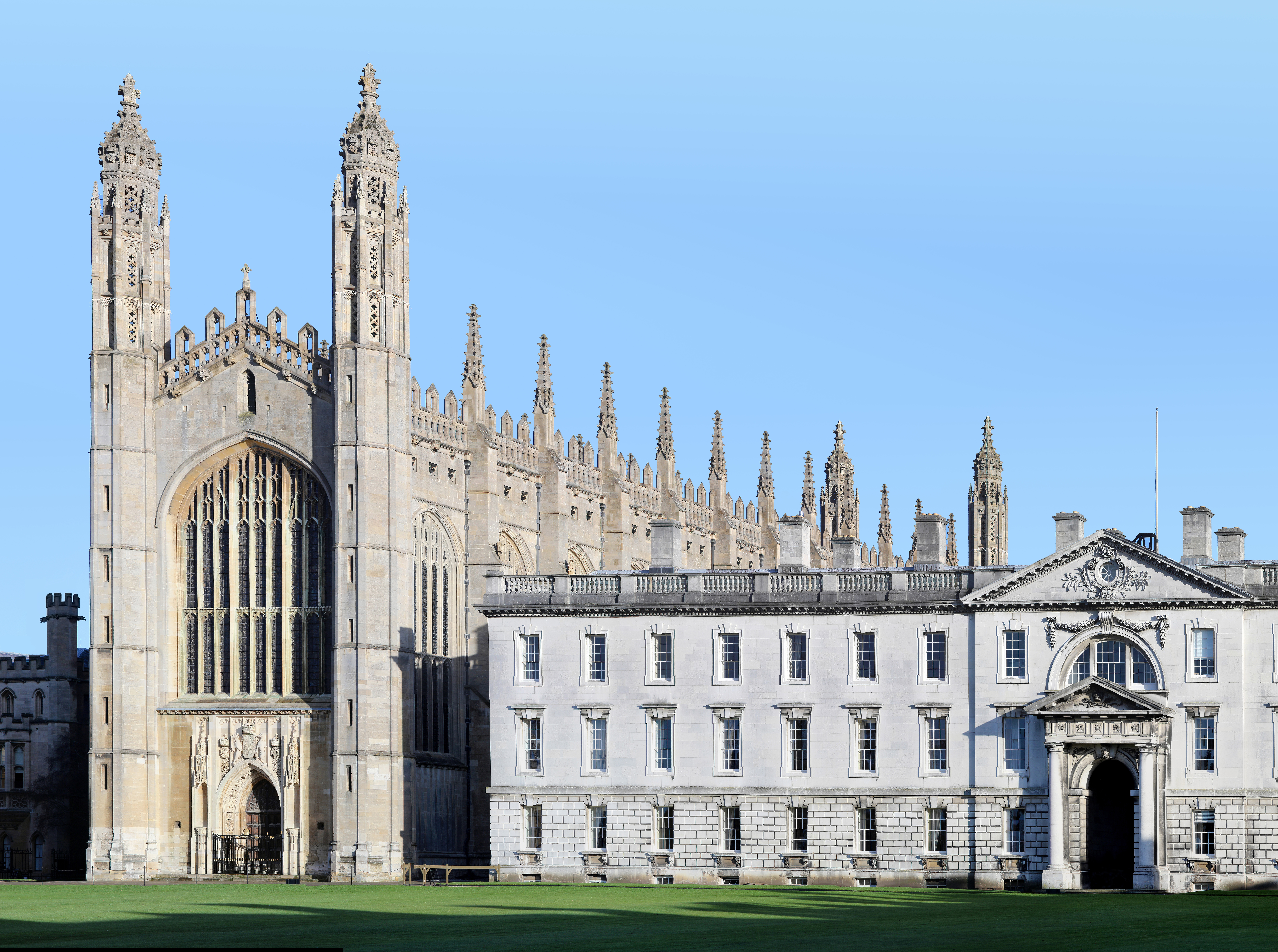
King's College Chapel och Gibbs building

Heraldiskt vapen

King's College, formellt The King's College of Our Lady and Saint Nicholas in Cambridge, är ett college som ingår i University of Cambridge i England. I dagligt tal kallas det inom universitetet endast för King's. King's ligger vid floden Cam och vetter ut mot King's Parade i stadens centrum.
King's grundades 1441 av kung Henrik VI strax efter att ha grundat dess systerinstitution, Eton College. Till en början tog King's bara emot studenter från Eton College. Kungens planer för King's College stördes dock av Rosornas krig och den resulterande bristen på pengar, och sedan hans slutliga avsättning. Få framsteg gjordes med projektet fram till 1508, då kung Henrik VII började intressera sig för King's, förmodligen som ett politiskt drag för att legitimera sin nya position. Byggandet av kapellet påbörjades 1446 och stod klart 1544 under Henrik VIII:s regeringstid.
King's College Chapel anses vara ett av de finaste exemplen på senengelsk gotisk arkitektur. Den har världens största solfjädervalv, medan dess glasmålningar och korskärm i trä anses vara några av de finaste från sin tid. Byggnaden ses som en symbol för Cambridge. Här finns kören vid King's College i Cambridge. Varje år på julafton sänds Festival of Nine Lessons and Carols (en gudstjänst som ursprungligen utformades för Truro Cathedral av Edward White Benson 1880, anpassad av King's dekanus Eric Milner-White 1918) från kapellet till miljontals lyssnare över hela världen.
De första planerna för King's var blygsamma, men kom från 1445 att bli en magnifik uppvisning i kungligt stöd. Det skulle finnas en "provost" (en slags rektor/prefekt) och sjuttio studenter och forskare, som kom att uppta stor plats i centrala Cambridge och uppförandet innebar avstängning av flera gator. Colleget fick en anmärkningsvärd serie av feodala privilegier, och allt detta stöddes genom betydande donationer av kungen.

## Historia

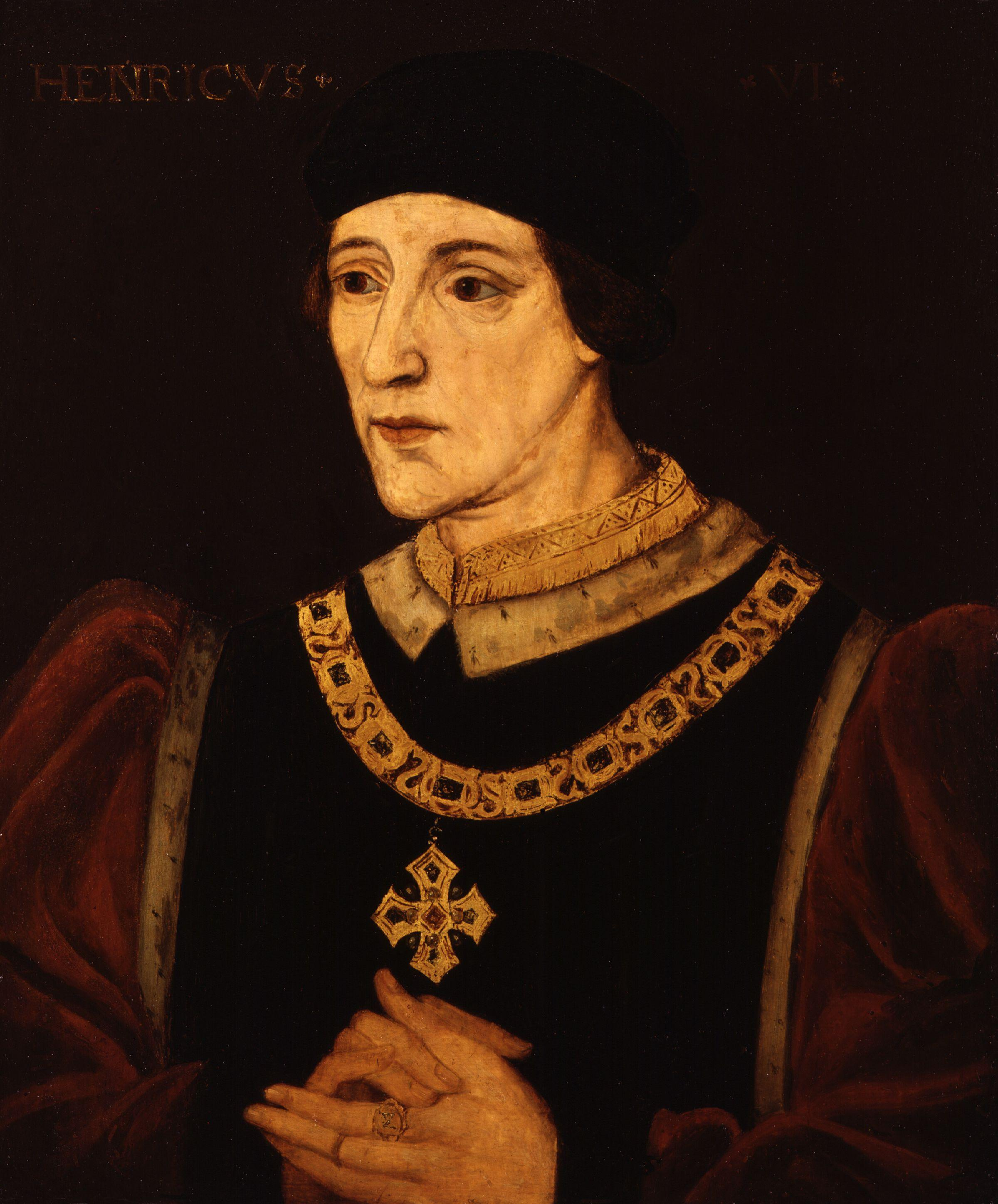
Henrik VI, grundare till King's College

### Grundandet
Den 12 februari 1441 utfärdade kung Henrik VI ett kungligt brev om att grunda ett college i Cambridge för en rektor och 12 fattiga lärda. Detta college skulle uppkallas efter Sankt Nikolaus, på vars högtidsdag Henrik hade fötts. Den första stenen till skolans gamla gård lades av kungen på passionssöndagen den 2 april 1441 på en plats som ligger direkt norr om det moderna college och som tidigare var en trädgård som tillhörde Trinity Hall. William Millington, en lärare vid Clare College (som då hette Clare Hall) installerades som rektor.
Henrik ledde publiceringen av skolans första styrande stadgar 1443. Hans ursprungliga blygsamma plan för skolan övergavs, och i stället planerades för en gemenskap på 70 stipendiater och forskare under ledning av en provost. Henrik hade sent omsider fått kännedom om William av Wykehams tvillingstiftelser New College, Oxford och Winchester College från 1379, och ville att hans egna prestationer skulle överträffa Wykehams. Kungen hade grundat Eton College den 11 oktober 1440, men fram till 1443 hade King's och Eton inte haft något samband. Men det året omformades förhållandet mellan de två efter Wykehams framgångsrika institutioner och de ursprungliga storlekarna på skolorna skalades upp för att överträffa Wykehams. Ett andra kungligt privilegiebrev som återupprättade det nu mycket större King's College utfärdades den 12 juli 1443. Den 1 september 1444 undertecknade provosterna för King's and Eton och föreståndarna för Winchester and New College formellt Amicabilis Concordia ("vänskapligt avtal") där de förband sina colleges att stödja varandra lagligt och ekonomiskt.
Medlemmar av King's skulle rekryteras helt och hållet från Eton. Varje år reste rektorn och två lärare till Eton för att opartiskt välja ut de värdigaste pojkarna för att fylla eventuella vakanser vid skolan, och alltid med det totala antalet elever och lärare på exakt 70. Medlemskapet i King's var ett kall för livet. Eleverna kunde väljas in i gemenskapen efter tre års prövotid, oavsett om de hade uppnått en examen eller inte. Studenter på King's – till skillnad från de från andra skolorna – behövde inte klara universitetsprov för att uppnå sin BA-examen och behövde istället bara tillfredsställa skolan. Alla skulle studera teologi, utom två som skulle studera astronomi, två civilrätt, fyra kanonisk rätt och två medicin; Alla studenter utom de som studerade världsliga ämnen var tvungna att bli präster eller bli relegerade. År 1445 befriade en påvlig bulla från Eugenius IV skolans medlemmar från församlingens plikter, och 1457 begränsade ett avtal mellan provosten och universitetets kansler auktoritet och gav kollegiet full jurisdiktion över interna angelägenheter.

### Henrik VI, Henrik VII, Henrik VIII

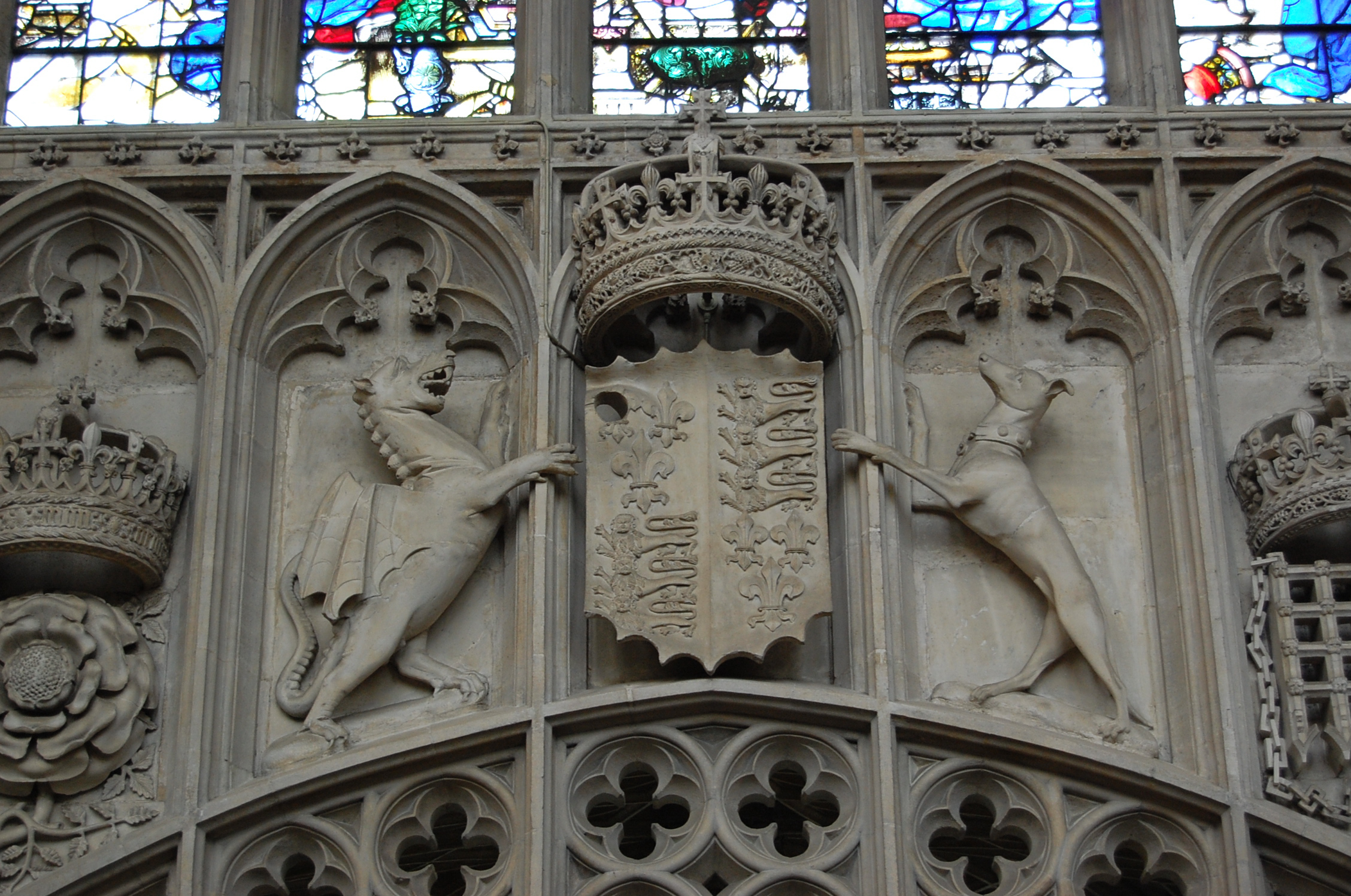
Vapensköld för Henrik VII, stenparti inuti kapellets västra sida

De ursprungliga planerna för Old Court var för små för att bekvämt rymma den större universitetsgemenskapen i den andra stiftelsen, så 1443 började Henrik VI köpa den mark som det moderna colleget nu står på. Porten och den södra delen av Old Court hade redan byggts, men resten färdigställdes på ett provisoriskt sätt för att tjäna tills den nya gården var klar. Den nya universitetsplatsen lämnades i sig själv ofullbordad och de "tillfälliga" Old Court-byggnaderna, arrangerade för att rymma 70 personer, fungerade som skolans permanenta bostadsstruktur fram till början av 1800-talet. Henriks storslagna plan för de nya universitetsbyggnaderna finns bevarad i Founder's Will från 1448, som beskriver hans vision i detalj. Den nya universitetstomten skulle koncentreras till en stor gårdsplan, som på alla sidor gränsade till angränsande byggnader: ett kapell i norr; boende och ingångsporten mot öster; ytterligare inkvartering och provostens stuga i söder; och ett bibliotek, en sal och en matsal i väster. Bakom salen och matsalen skulle det finnas en annan gårdsplan och bakom biblioteket en klosterkyrkogård med bland annat ett magnifikt klocktorn.
Den första stenen i kapellet lades av kungen på Jakobs dag den 25 juli 1446. Kungen uppmuntrade till stöd för skolan. År 1448 gav John Conches, tidigare prior i Wootton Wawen, klostrets mark till "John Chedworth, provost för kungens kollegium St. Mary och St. Nicholas Cantebrigge och de lärda där, och till deras efterträdare." Inom ett decennium innebar Henriks engagemang i Rosornas krig att pengarna började ta slut. Vid tiden för Henriks avsättning 1461 hade kapellets väggar höjts 60 fot höga i den östra änden men bara 8 fot i väster. En byggnadslinje som än idag kan ses som gränsen mellan den ljusare stenen nedanför och den mörkare ovanför. Arbetet fortskred sporadiskt fram till en generation senare 1508, då grundarens brorson Henrik VII övertalades att färdigställa byggnadens skal. Interiören fick vänta ytterligare en generation tills den var klar 1544 med hjälp av Henrik VIII. Kapellet var den enda delen av Henrik VI:s Founder's Will som förverkligades.
Det har spekulerats i att valet av skolan som förmånstagare av de två senare Henrikerna var politiskt, med Henrik VII i synnerhet angelägen om att legitimera en ny Tudorregim efter inbördeskriget genom att visa beskydd av vad som per definition var King's College. Senare byggnadsarbeten på kapellet kännetecknas av ett ohämmat varumärke med Tudorrosen och andra symboler för den nya inrättningen, helt emot de exakta instruktionerna i Founder's Will.

### Front Court färdigställd

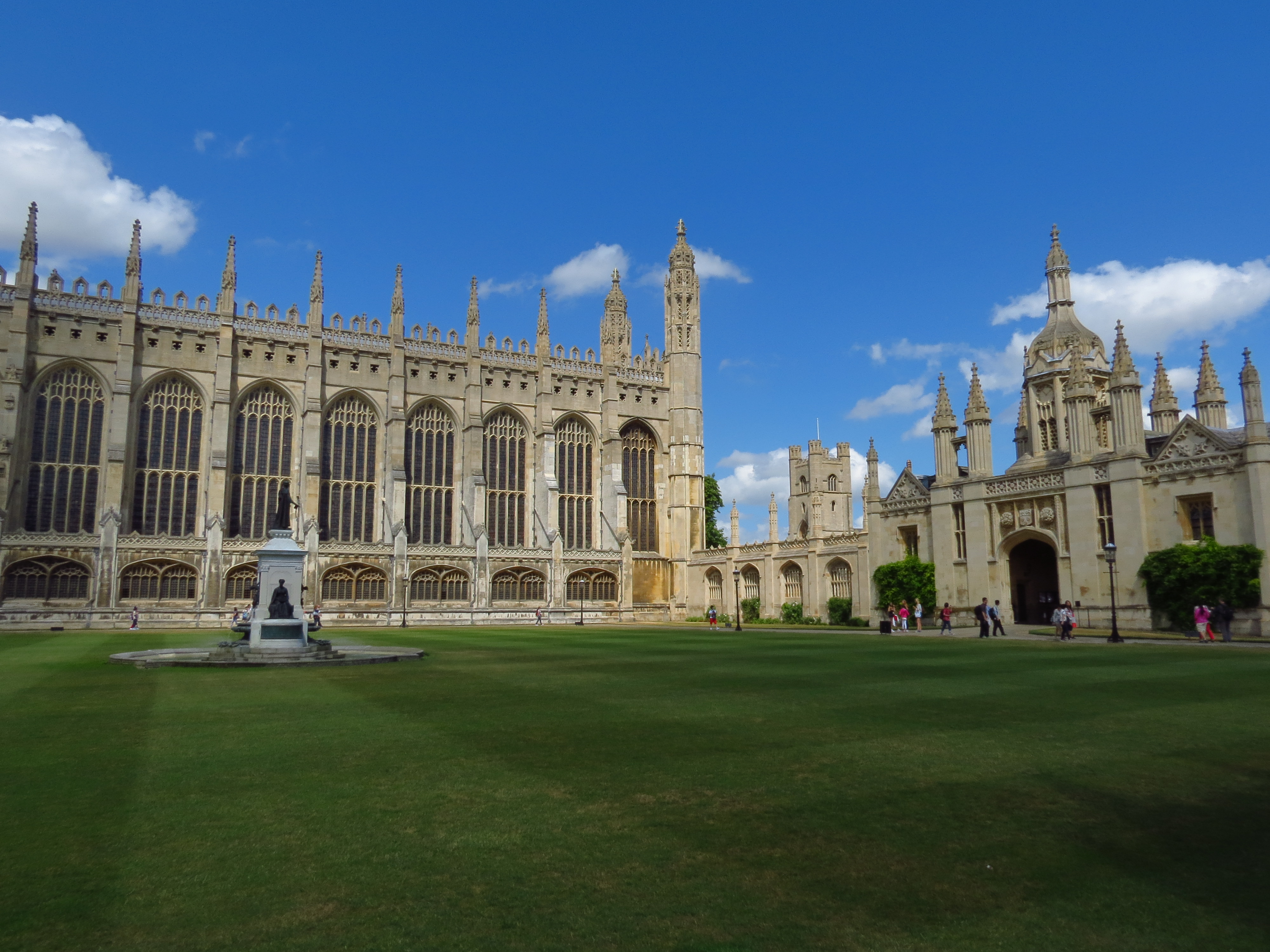
Kapellet och huvudbyggnaden sedd från Front Court

Colleget förblev den gamla gården, kapellet och några små omgivande byggnader i nästan tvåhundra år tills arkitekten James Gibbs 1724 presenterade en ny plan för att slutföra gården där kapellet utgjorde den norra sidan. Hans plan var att gården skulle stängas av med tre liknande fristående nyklassicistiska byggnader, men på grund av brist på pengar uppfördes endast den västra av dessa. Den första stenen till det som blev känt som Gibbs' Building lades av provost Andrew Snape, som då också var universitetets rektor, den 25 mars 1723 och byggnaden stod klar sex år senare.
Front Court stod slutligen klar 1828 efter ritningar utarbetade av William Wilkins. Gården var avgränsad av en skärm och ett porthus i öster; och bostadstrappor på vardera sidan av en hall i söder. De södra byggnaderna fortsatte mot ån med ett bibliotek och provostens stuga. Alla dessa byggnader byggdes, på skolans begäran, i nygotisk stil snarare än Wilkins föredragna neoklassicism.
Gården söder om kapellet kunde nu rymma skolan, och marken i norr såldes till universitetet 1828. Det har felaktigt påståtts att detta var platsen för världens första bonsaiträd, som odlades i King's College i mitten av 1700-talet. Universitetet rev de flesta av de ursprungliga Old Court-byggnaderna för att ge plats åt en utbyggnad av universitetsbiblioteket; endast portalbågen mittemot Clare College finns kvar. Biblioteket flyttade därefter bort från denna plats, känd som Old Schools, och byggnaderna används idag för universitetets huvudadministrativa kontor.

### Viktorianska reformer och utbyggnader

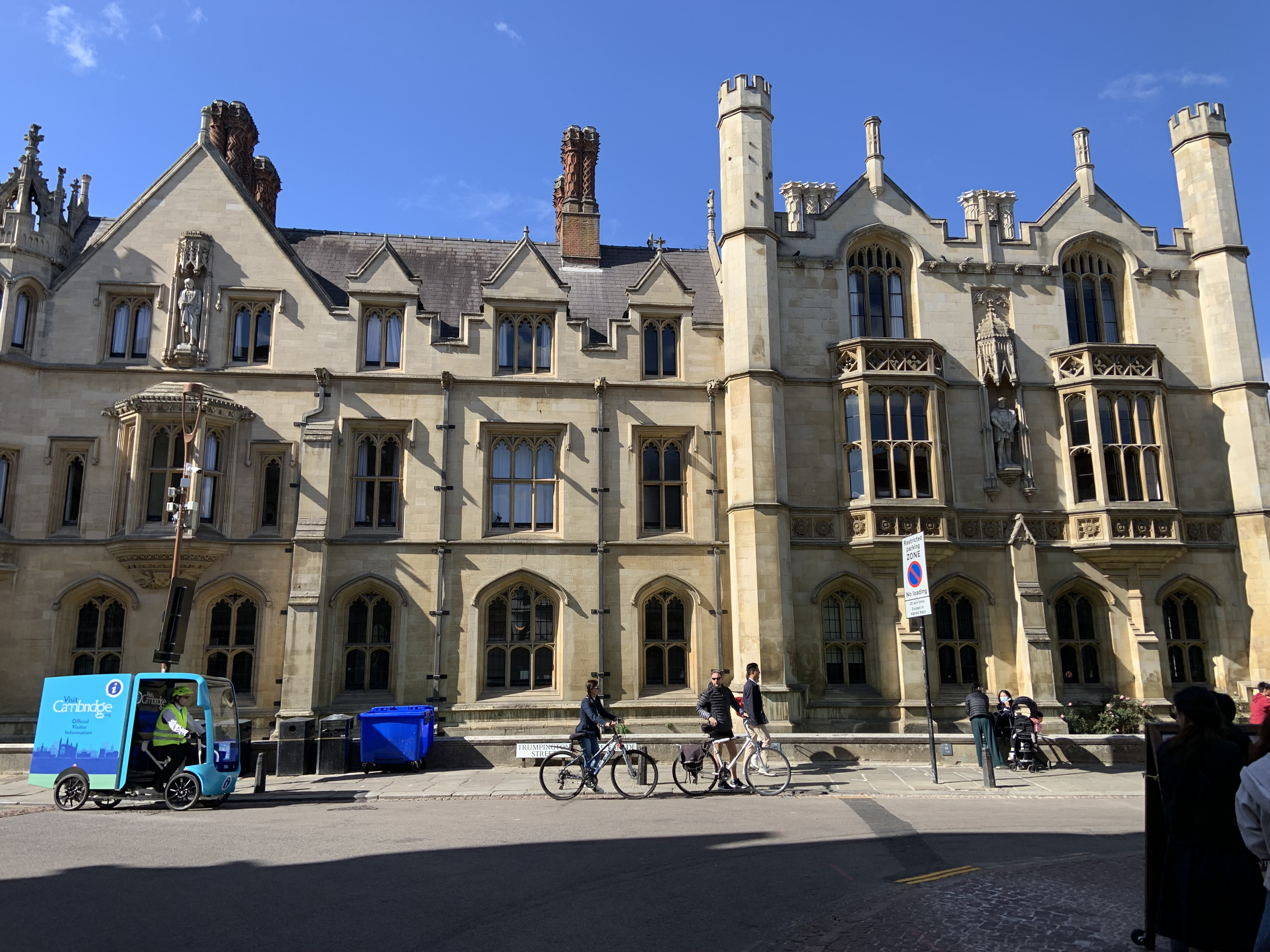
Tillbyggnaden Scott's Building från 1870

Under Richard Okes rektorskap, från 1850 till hans död 1888, inledde skolan en period av reformer. Den 1 maj 1851 kom man överens om att avskaffa privilegiet för kungens medlemmar att få en examen utan att ha klarat universitetsproven. År 1861 ändrades skolans stadgar för att utvidga skolan och, mer radikalt, för att tillåta val av icke-Etonian medlemmar: de nya stadgarna föreskrev 46 medlemmar, 24 stipendier reserverade för pojkar från Eton och 24 "öppna" stipendier för pojkar från alla skolor. Samtidigt togs alla formella skyldigheter att ta emot prästvigningar – som inte tillämpats sedan 1600-talet – bort. Stadgarna ändrades igen 1882, den här gången säkerställdes att stipendier inte alltid var för livet och delades ut på meriter efter inlämning av originalforskning. I sina memoarer As We Were, A Victorian Peep Show från 1930, mindes E. F. Benson, en före detta elev vid King's, det märkliga beteendet hos några av de överlevande livstidsstipendiaterna från hans grundutbildningsår 1887-1890 och tidigare. Om en av dem skrev han: "Han hasade sig sedan ut på den stora gräsmattan med en käpp i handen, och han petade med den på maskarna i gräset och muttrade för sig själv: 'Åh, för fan, ni har inte fått mig än.'" De första icke-etoniska studenterna antogs för att studera vid King's 1865, och de första icke-etoniska forskarna och den första icke-etoniska stipendiaten valdes 1873. Dessa reformer fortsatte under de följande decennierna och det finns nu inga särskilda privilegier för Etonians på King's.
Utbyggnaden av skolan genom 1861 års stadgar krävde mer byggnadsarbete för att rymma den större gemenskapen. År 1869 bebyggdes området längs King's Parade mellan Wilkins' Buildings och King's Lane efter en design av George Gilbert Scott. När den nya innergården stod klar ett år senare fick den sitt namn efter Walter Chetwynd, en lärare vid skolan. Efter att senare planer på att utöka studentbostäderna gick i stöpet, inledde King's förhandlingar om att gå samman med St Catharine's College. Trots att St Catharines hade grundats av Robert Woodlark (ibland stavat Wodelarke), en provost vid King's, avböjde högskolan inbjudan att gå samman. Så småningom färdigställdes de östra och södra flyglarna 1893 till en annan ny innergård inom King's – designad av George Frederick Bodley och med utsikt över floden.

### 1900-talet
År 1909 byggdes den södra delen av en tredje ny innergård – uppkallad efter arkitekten Aston Webb – söder om biblioteket. År 1927 färdigställde G. L. Kennedy Bodley's Court med en ny nordlig mur och Webb's Court med en ny Provost's Lodge på dess västra sida.
År 1930 sköts en polis i Cambridge till döds av en student som också sköt sin lärare på samma gång.
Den 1 september 1939, samma dag som den tyska invasionen av Polen och orsaken till Storbritanniens inträde i andra världskriget, söktes tillstånd från universitetsrådet att ta bort glasmålningarna från kapellets östra fönster. I slutet av 1941 hade allt gammalt glas flyttats till olika källare i Cambridge för förvaring. Trots att de flesta av kapellets fönster var täckta av tjärpappsark, som rasslade högljutt i vinden, fortsatte Festival of Nine Lessons and Carols att sändas från kapellet varje julafton under hela kriget – även om skolans namn inte kunde uppges av säkerhetsskäl. King's passade på att under dessa år rengöra, reparera och fotografera glaset. 1949 hade alla fönster restaurerats.

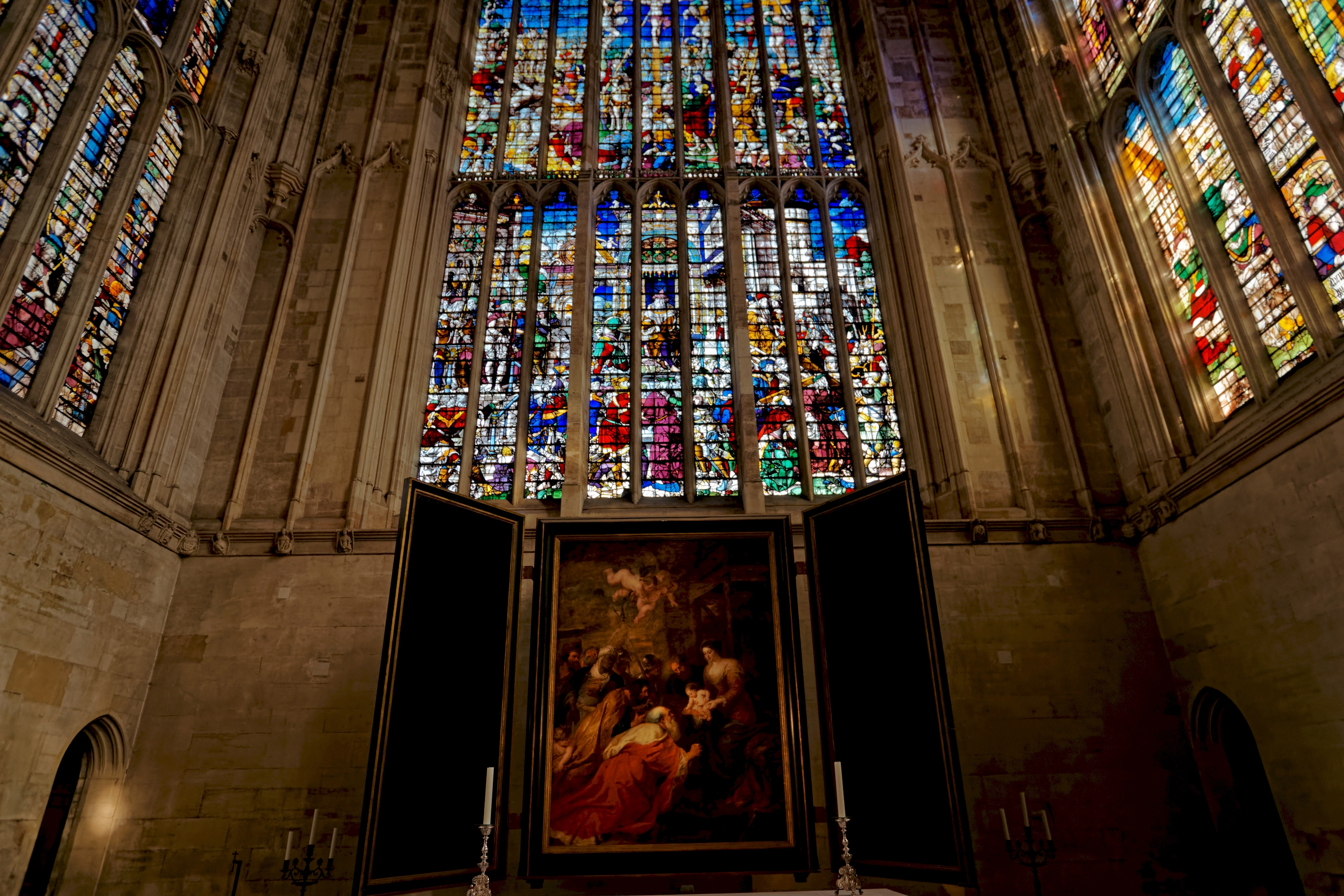
Rubens målning The Adoration of the Magi under glasmålningarna i kapellets östra sida.

År 1961 erbjöd fastighetsmiljonären Alfred Ernest Allnatt King's målningen The Adoration of the Magi av Peter Paul Rubens, som han hade köpt 1959 för ett världsrekordpris. Kollegiet tog emot "denna frikostiga gåva" med avsikt att ställa ut målningen i kapellet, möjligen som en altartavla. Målningen visades till en början i förkapellet, men en betydande fraktion av lärarkåren – inklusive Michael Jaffé och provosten Noel Annan – var fast beslutna att målningen skulle bli fokuspunkten för en helt omdesignad östsida av kapellet planerad av arkitekten Sir Martyn Beckett, som var "filosofisk om den uppståndelse som detta oundvikligen orsakade – vilket snabbt blev acceptans för en lösning på ett svårt problem."
Som ett första steg i detta projekt togs det edvardianska altaret och 1600-talsträpanelerna bort och Rubens installerades i deras ställe bakom altaret i april 1964. Målningen var så stor att det upphöjda golvet i kapellets östra ände, som krävdes enligt 1448 års Founder's Will, måste jämnas ut för att förhindra att barockkonstverket skymde botten av det östra fönster i Tudorstil. Men 20 lärare och hedersledamoten E. M. Forster undertecknade ett brev där de uppmanade skolan att ändra sin plan och "erkänna att den har begått ett misstag". Utjämningen av golvet fortsatte ändå. Den nyligen ombyggda östra delen öppnade 1968 och visade sig vara mycket kontroversiell, med Architects' Journal som kritiserade den för att "motiverad inte av den liturgiska gudstjänstens krav utan av kraven på museivisning".
Den sista huvudbyggnaden som uppfördes av skolan var Keynes Building, som stod klar 1967 och är uppkallad efter den tidigare college-ekonomiansvarige John Maynard Keynes. Denna byggnad omslöt Chetwynd Court tillsammans med Wilkins och Scotts byggnader, och tillhandahöll mer än 70 rum med eget badrum tillsammans med andra faciliteter.
De första kvinnliga studenterna anlände till King's 1972, en av de tre första tidigare helt manliga skolorna som tog emot kvinnor. Liksom de flesta andra collegen i Cambridge, hade King's varit helt manlig sedan det grundades. Men under rektor Edmund Leach blev King's tillsammans med Churchill och Clare de tre första tidigare helt manliga skolorna som tog emot kvinnor.
Henrik VI är inte helt bortglömd på skolan. Lördagen efter slutet av Michaelmas term varje år är Founder's Day, som börjar med en grundares eukaristi i kapellet, följt av en frukost med ale och kulminerar i en överdådig middag till hans minne som kallas "Founder's Feast" till vilken alla medlemmar av college i sitt tredje studieår är inbjudna.

## Byggnader och innergårdar

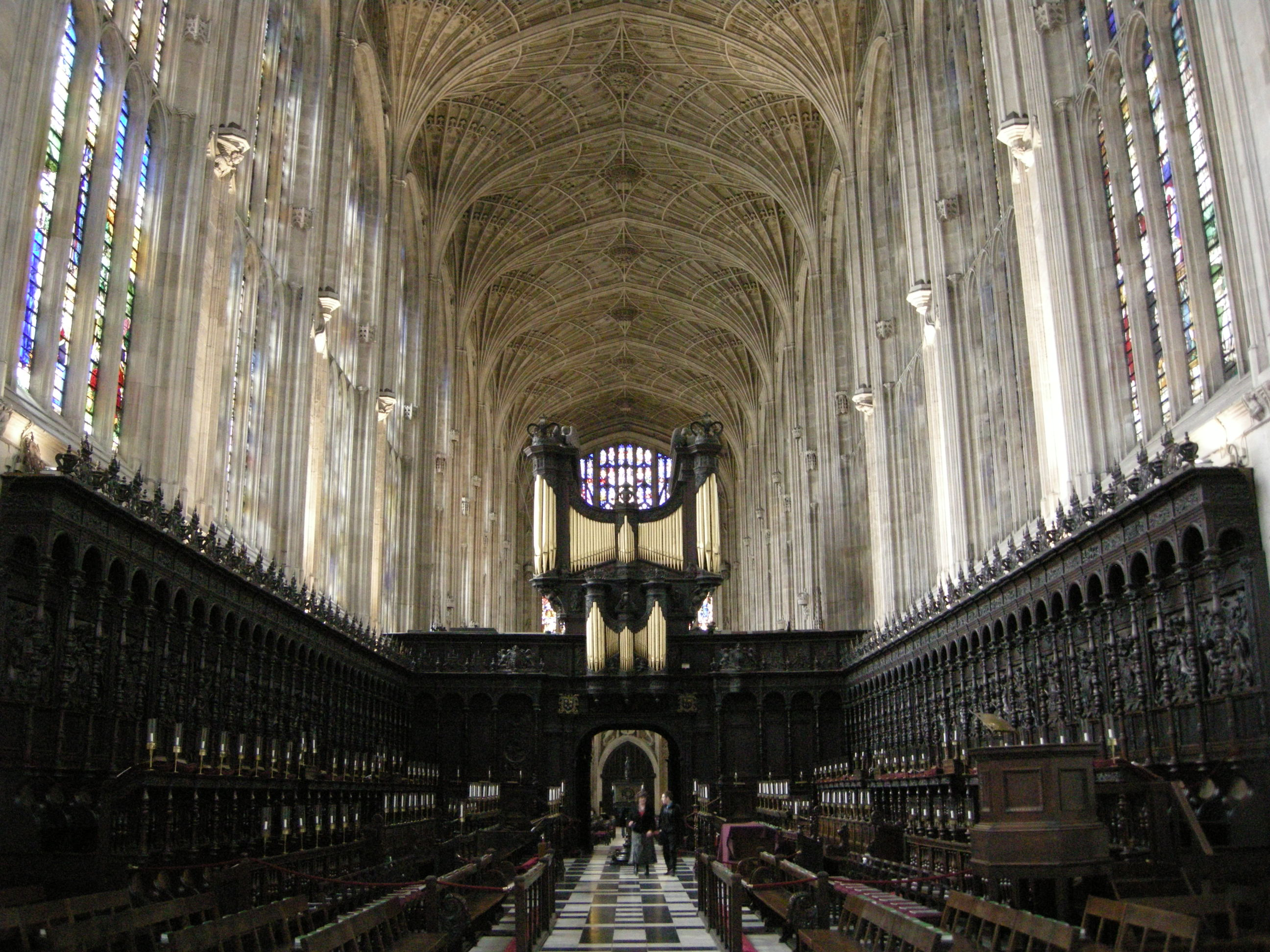
Insidan av kapellet

### Kapellet
Collegekapellet, ett exempel på sengotisk arkitektur, byggdes under en period av hundra år (1446–1531) i tre etapper. Kapellet har världens största tak av solfjädervalv; 26 stora glasmålningar, varav 24 är från 1500-talet; och Peter Paul Rubens målning De vise männens tillbedjan som altartavla.
Kapellet används aktivt som en plats för tillbedjan och även för vissa konserter och universitetsevenemang. Kapellkören består av orgelstuderande, körsångare (manliga studenter från skolan och andra skolor) och en gosskör (pojkar utbildade vid den närliggande King's College School). Kören medverkar i gudstjänster de flesta dagar under terminstid, och ger också konserter och gör inspelningar och radiosändningar. I synnerhet har den sänt sina Nine Lessons and Carols på BBC från kapellet på julafton i många decennier. Dessutom finns det en blandad kapellkör med manliga och kvinnliga studenter, King's Voices, som sjunger aftonsång på måndagar under terminstid.

## Akademisk profil
Den inofficiella Tompkins-tabellen som jämför akademiska prestationer rankade King's på 12:e plats av totalt 29 rankade högskolor vid University of Cambridge 2019. När det gäller förstklassiga examina rankades King's på 9:e plats på universitetet med 31.3 % av sistaårsstudenterna som uppnådde en förstaexamen.
King's erbjuder alla grundutbildningskurser som finns tillgängliga vid universitetet, med undantag för lärarutbildning, nationalekonomi och veterinärmedicin, även om studierektorer för anglosaxiska nordiska och keltiska och Management Studies gör besök från andra högskolor. Med mer än 100 stipendiater och cirka 420 studenter har King's en av de högsta kvoterna av stipendiater av studenter på alla Cambridge-högskolor.
Sedan grundandet har skolan inrymt ett bibliotek som tillhandahåller böcker för alla studenter, som täcker alla ämnen som erbjuds av King's. Omkring 130 000 böcker finns i arkivet: en del tillgängliga för undervisning och som referens, andra är sällsynta böcker och handskrifter. Biblioteket har en användarorienterad inköpspolicy: studenter och studierektorer rekommenderar nya inköp inom sitt ämne. Det finns både Wi-Fi och Ethernet-internet i hela biblioteket samt en datorsal. Specialsamlingar inkluderar ett separat musikbibliotek, Keynes Library, en Global Warming samling och ett audiovisuellt bibliotek.

## Antagnings- och integrationsprofil
King's har gradvis breddat sitt intag till att omfatta många studenter från statliga skolor, som ofta har den högsta andelen bibehållna skolantagningar av grundhögskolorna. Detta har lett till anklagelser om reaktionär partiskhet mot elever i offentliga skolor och om positiv särbehandling (positiv särbehandling), även om den relativt höga andelen elever i statliga skolor återspeglar det mycket större antalet ansökningar från elever vid skolor som upprätthålls i jämförelse med andra college i Cambridge.
King's har inrättat en tjänst som Schools Liaison Officer för att ge stöd till studenter, oavsett bakgrund, och skolor och college av alla slag för att ta reda på mer om universitetet i Cambridge och högskolan. King's är länken Cambridge college för skolor i nordöstra England genom Cambridge University Area Links Scheme.
Generellt sett anses atmosfären på King's vara lättare än på andra högskolor att integrera sig i för studenter från arbetarklass eller minoritetsbakgrund. En undersökning utförd av Varsity Newspaper i januari 2009 avslöjade dock att den genomsnittliga föräldrainkomsten för studenter som deltog i undersökningen på King's var högre än universitetsgenomsnittet.
I juni 2018 påstod Dr. Priyamvada Gopal att hon hade utsatts för rasprofilering av vaktmästare vid King's College i Cambridge. Gopal sa att hon utsattes för rasprofilering och aggression av vaktmästarna och portvakterna på King's och sa att vaktmästare ofta trakasserade icke-vit personal och studenter vid grindarna. Medan flera studenter och personal bekräftade hennes anklagelser, förnekade en taleskvinna för King's College att personalen gjort något fel. Som ett resultat av den uppmärksamhet som frågan fick, trädde studenter vid Cambridge University fram och beskrev liknande erfarenheter. Gopal sa att hon fick hatbrev efter sitt tillkännagivande. Gopal meddelade att hon inte längre skulle handleda studenter på King's tills det fanns en lösning på det långvariga problemet.

## Studentliv

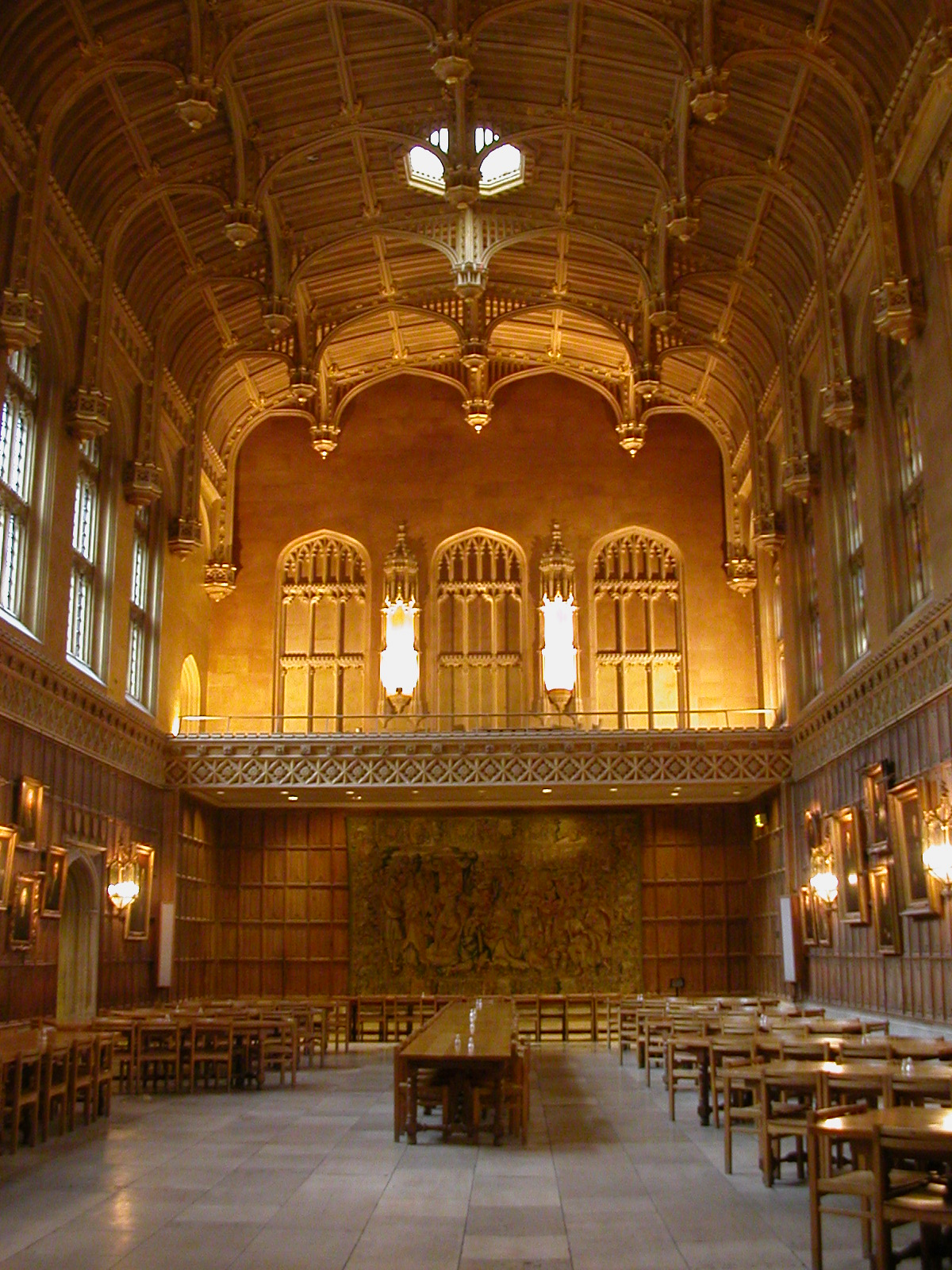
Matsalen i King's College

King's har sina egna studentkårer, både för studenter (King's College Student Union eller KCSU) och för akademiker (King's College Graduate Society eller KCGS). Studenter vid King's har använt båda organisationerna för att hjälpa till i beslutsprocesserna på själva college och universitetet. Studenterna har ett rykte om sig att vara radikala och politiskt aktiva sedan slutet av 1960-talet, och skolan har inte sällan varit centrum för demonstrationer, hyresstrejker och så vidare, utlösta av politiska händelser.
Det finns ett antal rum på skolan som studenter kan boka för sociala evenemang. Föreningar som ofta gör detta är King's Politics, Turing Maths Society, History Society, The Marxist Society, Keynes Economics Society och King's Feminist Society.
Dagrummet på King's är platsen för många sociala evenemang, open mic-kvällar och informella möten och debatter mellan studenter, medan en plats som kallas Bunker (tidigare Cellar), ett andra dagrum i en källare på skolan, fungerar ibland som en musik- eller danskvällslokal och nu senast inspelningsplatsen för en King's Drama-produktioner inklusive Sartres No Exit och en serie monologshowcase-evenemang. Ännu mer nyligen har Bunkern använts av King's Electronic Music Society, vilket gör det möjligt för studenter att lära sig att DJ:a.
Medan många colleges i Cambridge firar majveckan (May Week) med en majbal (May Ball in Cambridge) (som faktiskt infaller i juni), har King's sedan början av 1980-talet istället hållit ett junievenemang (en informell version av en majbal med maskeraddräkter) som kallas The King's Affair. Den äger rum årligen på onsdagskvällen i majveckan (vanligtvis runt den 20 juni) och besöks av cirka 1 500 studenter som intar Front Court, rummen och kapellet. Tidigare artister har inkluderat The Stranglers, Fatboy Slim, Noah and the Whale och 2009 Clean Bandit. Det finns också stora studentdrivna collegefester i slutet av varje termin som kallas Mingles.

### Sport
King's har ett antal konkurrenskraftiga och informella sportklubbar. King's College Boat Club har det största aktiva medlemskapet av alla klubbar i King's. År 2013 kvalificerade sig den första herrbåten för att tävla i Temple Challenge Cup vid Henley Royal Regatta. Efter flera år av dåliga prestationer har båtklubben återvänt till framgångar. En annan stor klubb är King's Mountaineering and Kayaking Association, som har en flotta av kajaker för användning på floden Cam (som rinner genom skolan) och regelbundet kör klättrings-, promenad- och kajakturer för studenter på skolan under universitetslov. Rugbylaget är gemensamt med Corpus Christi och Clare colleges och är följaktligen känt som CCK. Dess historiska vapen är den heliga visdomens elefant.

## Musik
King's College är hem för Choir of King's College, som grundades på 1400-talet och som nu är en av de mest kända representanterna för den engelska körtraditionen. År 2013 lanserade kören sitt eget skivbolag, King's College Recordings, vilket gjorde det möjligt för kören att få mer konstnärlig frihet över sina utgivningar. Dessa utgivningar och den världsomspännande berömmelsen har lett till turnéer och föreställningar världen runt. Kören vid King's College sjunger aftonsång och nattvardsgudstjänster alla dagar i veckan utom måndagar, med två gudstjänster på söndagen. Den leds för närvarande av den nuvarande musikdirektören Daniel Hyde.
Den andra kören på skolan är blandkören King's Voices, som grundades i oktober 1997 under ledning av Dr John Butt, med avsikt att ge kvinnor i King's möjlighet att sjunga i kapellet och vara berättigade till körpriser inom skolan. För närvarande sjunger kören aftonsång varje måndag under terminen, samt uppträder på King's College Music Society (KCMS) och collegeevenemang under hela året. King's Voices har också medverkat på album tillsammans med Choir of King's College, senast i Te Deum och Magnificat ur Collegium Regale av Herbert Howells på ett dubbelalbum med musik av Howells. Sopraner i King's Voices medverkade också i en liveinspelning av Benjamin Brittens Saint Nicolas tillsammans med BBC Singers och Britten Sinfonia som en del av Sir Stephen Cleoburys avskedskonsert, som sändes på BBC Radio 3 2019. Körens nuvarande ledare är Ben Parry, som är biträdande musikdirektör vid King's.

## Personer förknippade med King's

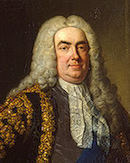
Robert Walpole, Storbritanniens förste premiärminister
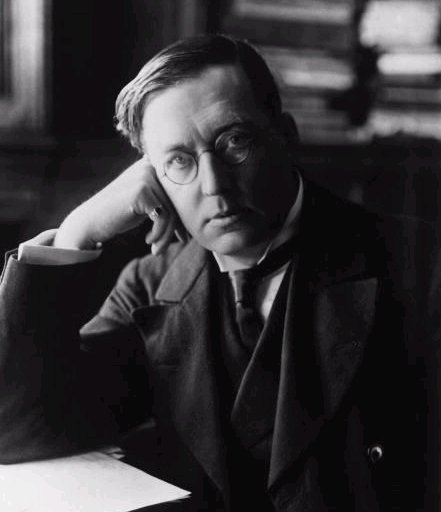
M. R. James, forskare och författare av spökberättelser
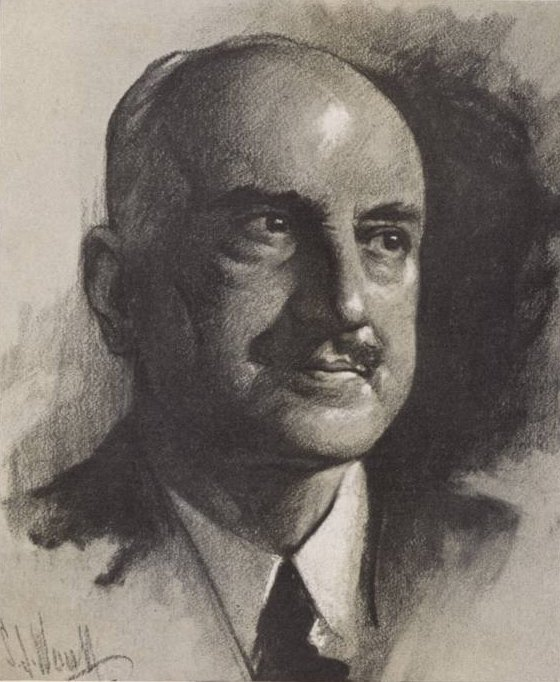
George Santayana, filosof
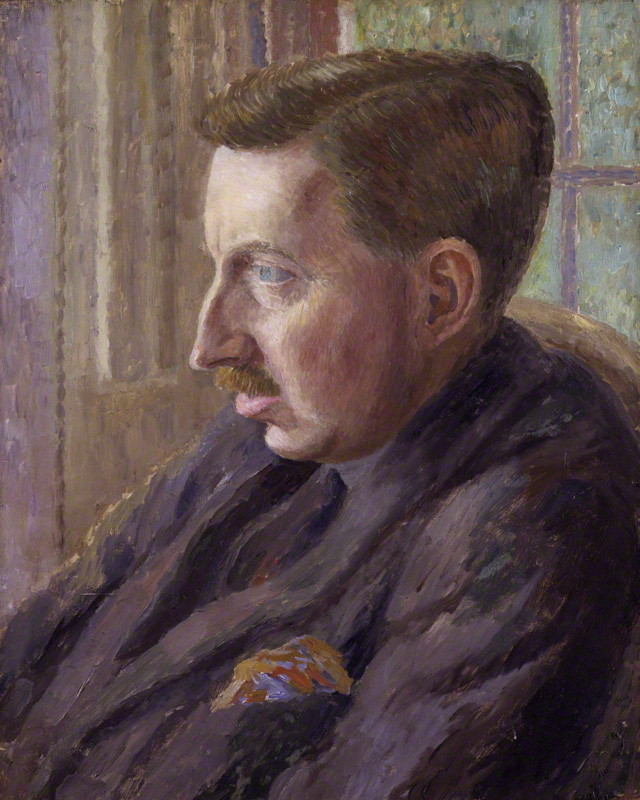
E. M. Forster, författare
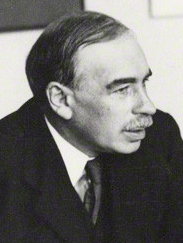
John Maynard Keynes, ekonom
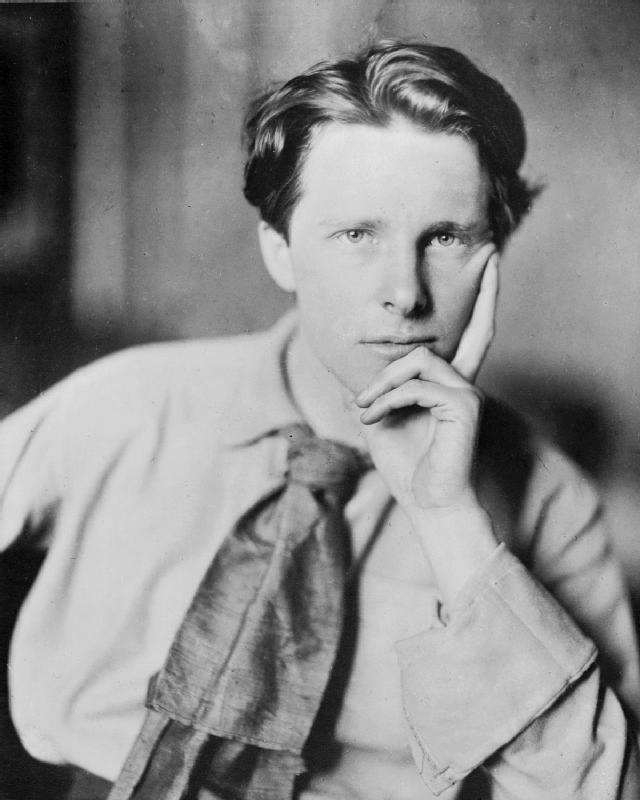
Rupert Brooke, poet
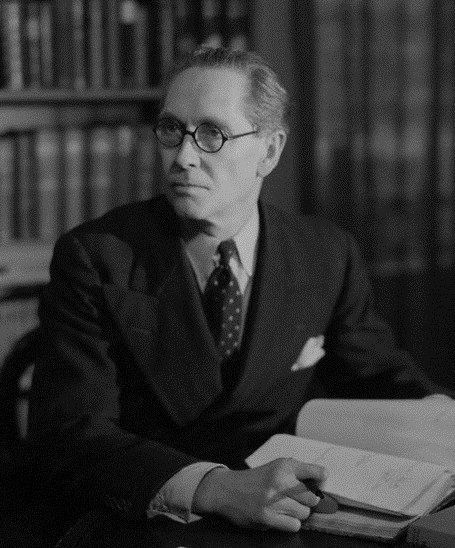
Philip Noel-Baker, Olympisk medaljör och mottagare av Nobels fredspris
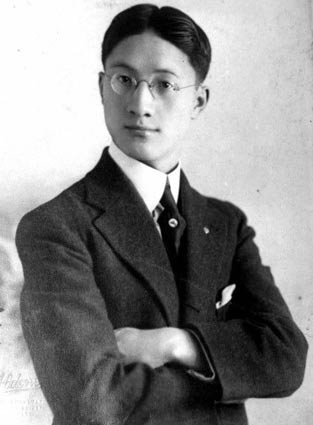
Xu Zhimo, poet
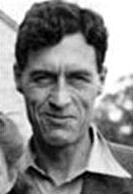
Patrick Blackett, Nobelpristagare i fysik
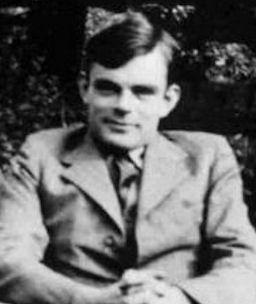
Alan Turing, matematiker och datorteknolog
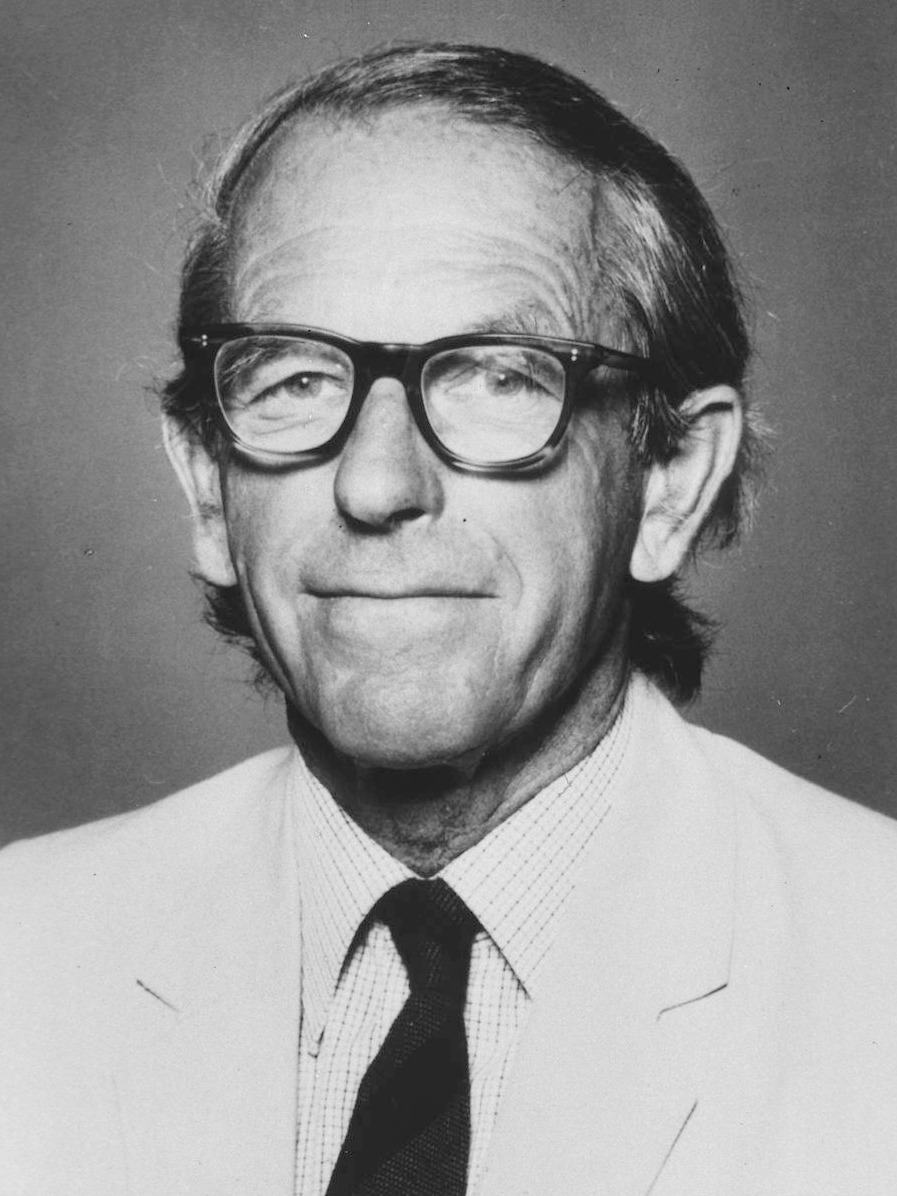
Frederick Sanger, dubbel Nobelpristagare i kemi
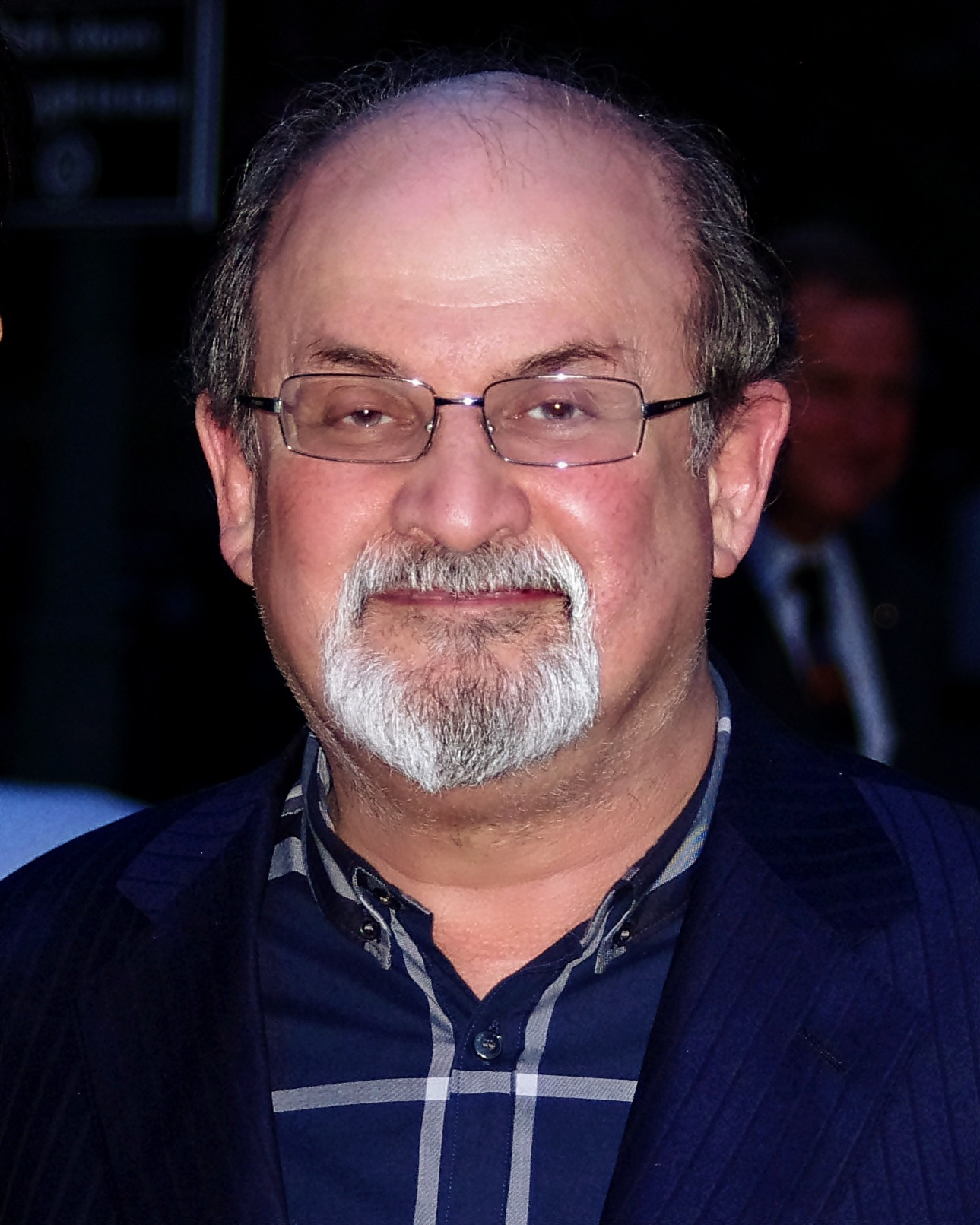
Salman Rushdie, författare

När någon väl har blivit antagen till college blir de medlemmar för livet. Alumner från skolan inkluderar premiärministrar, ärkebiskopar, presidenter och akademiker. Time publicerade 1999 en lista över vad de ansåg vara de mest "inflytelserika och viktiga" personerna under 1900-talet. I en lista på hundra namn kunde King's göra anspråk på två: Alan Turing och John Maynard Keynes som hade varit både studenter och lärare vid colleget.
Bland stats- och regeringscheferna som utbildats vid King's finns Storbritanniens första premiärminister Robert Walpole. På 1700-talet fanns också statssekreterare Charles Townshend (Turnip Townshend), som också var känd för sitt intresse för jordbruk och sin roll i den brittiska jordbruksrevolutionen, domaren och lordkanslern Charles Pratt, 1:e earl Camden. Bland historiska personer finns Francis Walsingham, spionmästare till drottning Elizabeth I.
Politiker utbildade vid King's inkluderar den tidigare brittiske inrikesministern Charles Clarke, kollegan och kanslern vid Cambridges universitet David Sainsbury, baron Sainsbury av Turville och Martin Bell.
Inom juridik inkluderar alumner advokaten och vicekanslern Robert Alexander, baron Alexander av Weedon, och den tidigare ordföranden för Storbritanniens högsta domstol Nicholas Phillips, baron Phillips av Worth Matravers.
Bland tidigare religionsforskare finns William Thomas, den protestantiska martyren John Frith från 1500-talet, ärkebiskopen av Canterbury John Sumner och Richard Cox, som tjänstgjorde som universitetskansler i Oxford innan han utnämndes till dekanus i Westminster och så småningom biskop av Ely.
Framstående alumner inom litteratur och poesi inkluderar författarna Zadie Smith, Salman Rushdie, Martin Jacques, J. G. Ballard och E. M. Forster, Nobelpristagaren Patrick White, poeterna Rupert Brooke, Walter Raleigh och Xu Zhimo samt dramatikern Stephen Poliakoff. Spökhistorieförfattaren och medeltidsforskaren M. R. James tillbringade en stor del av sitt liv på King's som student, lärare och provost. Författaren och översättaren av Aristoteles, Sir John Harington, är också en alumn och en välgörare för mänskligheten för att ha uppfunnit vattentoaletten.
Inom konsten inkluderar alumner filosofen George Santayana; historikerna Benedict Anderson, Eric Hobsbawm och Tony Judt; kompositörer som George Benjamin, Judith Weir (Master of the King's Music), Thomas Adès och Julian Anderson; originalmedlemmarna i den Grammy Award-vinnande a cappella-gruppen King's Singers; folkmusikern John Spiers; komikern David Baddiel; modellen Lily Cole; tenoren James Gilchrist; och countertenoren John Whitworth.
Inom naturvetenskap och samhällsvetenskap inkluderar King's alumner den brittiske sociologen Anthony Giddens, fysikern Patrick Blackett, kemisten Frederick Sanger, psykologen Edgar Anstey, paleontologen Richard Fortey, ekonomen John Craven, den politiska teoretikern John Dunn, ingenjören Charles Inglis och matematikern och eugenikern Karl Pearson. Guvernören för Bank of England, Mervyn King, utbildades också vid King's. Teknikentreprenören Hermann Hauser, från Acorn och ARM, studerade fysik på forskarnivå där.

### Nobelpristagare
Det finns nio Nobelpristagare som antingen varit studenter eller lärare vid King's:
- Charles Glover Barkla tilldelades Nobelpriset i fysik 1917 "för sin upptäckt av grundämnenas karakteristiska röntgenstrålning".[53][54][55]
- Patrick Blackett, lärare vid King's, tilldelades Nobelpriset i fysik 1948 "för sin utveckling av Wilsons molnkammarmetod och sina upptäckter därmed inom områdena kärnfysik och kosmisk strålning".[56][57]
- Frederick Sanger, lärare vid King's, tilldelades Nobelpriset i kemi 1958 "för sitt arbete med strukturen hos proteiner, särskilt insulin".[58] Sanger tilldelades sitt andra Nobelpris i kemi 1980 tillsammans med Walter Gilbert för "deras bidrag rörande bestämningen av bassekvenser i nukleinsyror".[59] Sanger är en av endast fem personer som har vunnit ett Nobelpris två gånger, och den enda alumnen från Cambridge som har gjort det.[57]
- Philip Noel-Baker tilldelades Nobels fredspris 1959 för sitt arbete för global nedrustning.[57][60]
- Patrick White tilldelades Nobelpriset i litteratur 1973 "för en episk och psykologisk berättarkonst som har fört in en ny kontinent i litteraturen".[57][61]
- Richard Stone, lärare vid King's, tilldelades Nobelspriset i ekonomisk vetenskap till Alfred Nobels minne 1984 "för att ha lämnat grundläggande bidrag till utvecklingen av system för nationalräkenskaper och därmed avsevärt förbättrat grunden för empirisk ekonomisk analys".[57][62]
- Sydney Brenner, lärare vid King's, tilldelades Nobelpriset i fysiologi eller medicin 2002 tillsammans med H. Robert Horvitz och John E. Sulston "för deras upptäckter rörande genetisk reglering av organutveckling och programmerad celldöd".[57][63]
- Oliver Hart tilldelades Ekonomipriset till Alfred Nobels minne 2016 tillsammans med Bengt Holmström "för deras bidrag till kontraktsteorin".[57][64]
- Geoffrey Hinton tilldelades Nobelpriset i fysik 2024 tillsammans med John Hopfield för att ha använt "verktyg från fysiken för att utveckla metoder som är grunden för dagens kraftfulla maskininlärning".[65]